# خوزه نونیز (بازیکن فوتبال)
خوزه نونیز (انگلیسی: José Núñez؛ زادهٔ ۲۲ ژانویهٔ ۱۹۵۲) بازیکن فوتبال اهل اسپانیا است.
از باشگاه‌هایی که در آن بازی کرده‌است می‌توان به باشگاه فوتبال اتلتیک بیلبائو، باشگاه فوتبال اسپورتینگ خیخون، و باشگاه فوتبال اتلتیک بیلبائو بی اشاره کرد.